# 1965年11月23日の日食

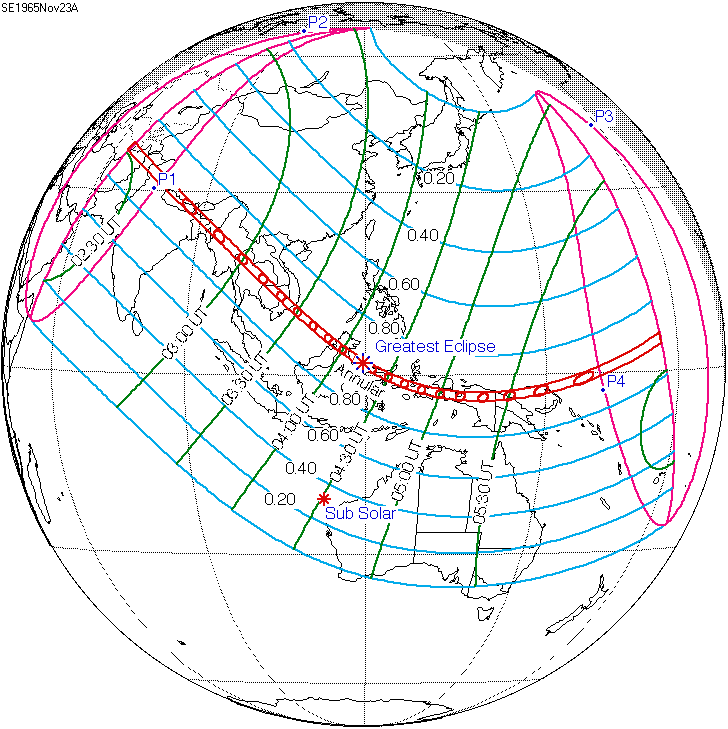

1965年11月23日の日食は、1965年11月23日に観測された日食である。ソ連、アフガニスタン、西パキスタン、インド、中国、ネパール、シッキム王国、東パキスタン、ビルマ、ラオスの南西端のごく小さい部分、カンボジア、ベトナム共和国、南沙諸島、ブルネイ、マレーシア、インドネシア、パプアニューギニア委任統治領、吉爾伯特及埃里斯群島で金環日食が観測され、アジアのほとんど、オーストラリアのほとんど及び以上の地域の周辺の一部で部分日食が観測された。

## 通過した地域
金環帯が通過した、金環日食が見えた地域はソ連南部（現在のトルクメニスタン東部、ウズベキスタン南部、タジキスタン南西部）、アフガニスタン北部、西パキスタン（現在のパキスタン）北部、インド北部、中国チベット自治区南西部の国境地帯、ネパール、シッキム王国（現在インドのシッキム州）南西部、東パキスタン（現在のバングラデシュ）北部、ビルマ連邦（現在通称ミャンマー）、タイ、ラオス南西端の小さい部分、カンボジア、ベトナム共和国（現在ベトナムの一部）、南沙諸島の南薇灘・南通礁・皇路礁、ブルネイ東部、マレーシアの東マレーシア東部、インドネシア北東部、パプアニューギニア委任統治領（現在のパプアニューギニア）北部、イギリス領ギルバートおよびエリス諸島北部（現在のキリバスに属する）だった。8000メートル峰の14の山うち、ネパールと中国に位置するダウラギリ、アンナプルナ、マナスル、シシャパンマ、チョ・オユー、エベレスト（世界最高峰）、ローツェ、マカルーの8つが金環帯内にある。標高がそれほど高くないが、オセアニア最高峰であるプンチャック・ジャヤも金環帯にある。
また、金環日食が見えなくても、部分日食が見えた地域は西アジア東部の約半分、南アジア、東アジア、東南アジア、ソ聯シベリア中南部と中央アジアのほとんど、オーストラリアのほとんど（南東端と南西端を除く）、ミクロネシア、メラネシア、ポリネシア西部だった。そのうちほとんどが国際日付変更線の西にあり、11月23日に日食が見え、残りの部分では11月22日に見えた。

## 観測
アメリカの航空機メーカーロッキードとアメリカ空軍が結成した観測隊はタイ第二の都市チェンマイ付近で金環日食を観測し、観測結果により金環食中月と太陽の角直径の大きさの関係と月の扁平率を計算した。